# بيت مقدام وبيت سند (مناخة)

تعديل مصدري - تعديل

بيت مقدام وبيت سند هي إحدى قرى عزلة هوزان بمديرية مناخة التابعة لمحافظة صنعاء، بلغ تعداد سكانها 123 نسمة حسب تعداد اليمن لعام 2004.